# Hiroshima, mon amour
Hiroshima, mon amour (lit. "Hiroshima, mi amor") es una película franco-japonesa de 1959, debut del realizador Alain Resnais. La cinta está protagonizada por Emmanuelle Riva, Eiji Okada y Bernard Fresson. Se trata de un drama romántico que aborda una intensa conversación personal sobre la memoria y el olvido entre una pareja franco-japonesa. Luego de su estreno, se publicó en 1960 el guion cinematográfico de la película, escrito por Marguerite Duras. Según James Monaco, Resnais no sabía cómo abordar el encargo de realizar un documental sobre la bomba atómica, ya que no quería recrear su documental Noche y niebla, y el proyecto finalmente devino en la creación de la película con guion de Duras.
Está considerada una de las películas fundacionales y más representativas de la Nouvelle vague, por su utilización novedosa de técnicas como la analepsis. La cinta obtuvo 10 nominaciones, incluidas las de mejor guion en los Premios Óscar, y 7 galardones, entre los que destacan el Premio Fipresci obtenido en el Festival de Cannes (ex aequo con Araya de Margot Benacerraf).

## Sinopsis
Mientras rueda en Hiroshima una película pacifista, doce años después de la finalización de la Segunda Guerra Mundial, una actriz francesa pasa la noche en su hotel en compañía de un arquitecto japonés. Ambos son dos desconocidos que se han encontrado en un café, pero lo que podría ser la fugaz aventura romántica de una noche se convierte en una intensa atracción. A raíz de esta experiencia, ella rememora un amor imposible que experimentó en su natal Nevers años antes, cuando se enamoró de un soldado alemán en el mismo conflicto bélico en el que el arquitecto tuvo que luchar y perdió a su familia en la explosión atómica mientras él se encontraba en el frente. El encuentro entre la actriz francesa y el arquitecto japonés se convierte entonces en un proceso introspectivo a través del cual ella reconstruye su pasado y revela sus sentimientos más íntimos a su amante. Aunque ambos dicen ser felices en sus respectivos matrimonios, admiten haber tenido aventuras ocasionales antes, y deciden pasar juntos este último día que le queda a ella en la ciudad.

## Reparto
- Emmanuelle Riva - Ella
- Eiji Okada - Él
- Stella Dassas - La madre
- Pierre Barbaud - El padre
- Bernard Fresson - El alemán

## Recepción
La película obtiene muy buenas calificaciones en los portales de información cinematográfica y, especialmente, entre la crítica profesional. En IMDb, computadas 31 520 valoraciones de sus usuarios, obtiene una puntuación de 7,2 sobre 10. En FilmAffinity, con 10 621 votos, tiene una calificación de 7,4 sobre 10. En el agregador Rotten Tomatoes obtiene la valoración de "fresco" para el 98% de las 41 críticas profesionales y para el 89% de las más de 10 000 valoraciones registradas entre los usuarios del portal.
El crítico Ángel Fernández-Santos en el diario El País la alabó indicando "un austero y sutil poema fílmico. (...) un difícil y elegante ejercicio de sintaxis poética aplicada a la pantalla que, aunque en su tiempo se repitió muchas veces en otros filmes, todos ellos de calidad muy inferior, es en realidad irrepetible". Las redacción de la revista Fotogramas valoró que "tras una larga trayectoria como documentalista, Alain Resnais debutó en el largometraje de ficción con este relato japonés. Sentimientos e Historia -con fantasmas recientes como el nazismo o la bomba atómica- se conjugan en un juego sugestivo y con un punto de ambigüedad perfectamente calculado".
Kate Muir en el periódico The Times (2022) indicó en su crítica que se trata de "una reflexión sobre el amor y la guerra exquisitamente bella y desgarradora". Michael Phillips para Chicago Tribune (2014) destacó que "siempre será una obra maestra demasiado estudiada para algunos gustos. Pero la interpretación de Riva, que encabeza sus logros, sigue siendo electrizante". Robert Abele en Los Angeles Times (2014) valoró que "es esa clase de inusual película en la que el presente y el pasado se mezclan en cada encuadre, para invocar un sentido del tiempo destruido, o un sueño teniendo una pesadilla".

## Premios y nominaciones

### Premios
Premios del Círculo de Críticos de Cine de Nueva York
| Categoría                           | Resultado |
| ----------------------------------- | --------- |
| Mejor película en lengua extranjera | Ganadora  |

Premio Syndicat Français de la Critique de Cinéma 1960:
- a la mejor película  (Alain Resnais)

Premio BAFTA 1961:
- premio NU  (Alain Resnais)

### Nominaciones
Premio Oscar 1961:
- al mejor guion para cine (Marguerite Duras)

Premio BAFTA 1961:
- al mejor filme de cualquier origen (Alain Resnais)
- a la mejor actriz extranjera (Emmanuelle Riva)

Premio Festival de cine de Cannes 1959:
- Palma de Oro (Alain Resnais)

Premio Directors Guild of America 1961:
- a la sobresaliente dirección – cine (Alain Resnais)

## Influencia en cultura popular

### Música
La película ha inspirado muchas canciones. 
- En 1977, la banda inglesa Ultravox grabó la canción «Hiroshima Mon Amour» para su disco Ha!-Ha!-Ha!.[17]
- En 1983, la banda de rock Alcatrazz grabó la canción «Hiroshima Mon Amour» para su primer disco No Parole from Rock 'n' Roll.[18]
- En 2004, la banda peruana El Hombre Misterioso publicó el disco Pez Raro, que incluía la canción «Mon Amour». Su letra está inspirada en la película. La línea «Hiroshima Mon Amour» se repite en el coro.[19]
- En 2008, The (International) Noise Conspiracy en su disco The Cross of My Calling, incluyó la canción «Hiroshima Mon Amour».[20]

### Cine
- La película chilena Valparaíso, mi amor (1969), del director Aldo Francia,[21] toma su título de este filme.[22]